# Сандилх
Сандилх (гръцки: Ζάνδιλ, Ζάνδιλχος) е владетел на прабългарите утигури.
Византия подкупва Сандилх да нападне в гръб родствените му прабългари кутригури, докато основните им сили са заети с опустошаване на византийските територии на Балканите. Утигурите побеждават и освобождават много от пленените византийци, които се завръщат по родните домове. Част от разбитите кутригури се заселват в Тракия с разрешение на византийския император. 